# Jujubee
Jujubee, artistnamn för Airline Inthyrath, (född 21 juni 1984) är en amerikansk dragqueen och dokusåpekändis från Boston, Massachusetts. Hon är främst känd för att ha deltagit i den andra säsongen av dragqueentävlingen RuPauls dragrace och  RuPaul's Drag Race All Stars.